# メディアワークス文庫
メディアワークス文庫（メディアワークスぶんこ）は、KADOKAWA（アスキー・メディアワークスブランド）が発行しているライト文芸レーベル。2009年（平成21年）12月25日に創刊された。発売日は毎月25日。
キャッチコピーは、ずっと面白い小説を読み続けたい大人たちへ――

## 概要
アスキー・メディアワークス（現KADOKAWA）では、これまでライトノベルをメインとしてきた同社の娯楽文庫レーベル「電撃文庫」を読み続けてきた世代が社会に出る年齢になってきた事を受け、それらの世代にも受け入れられるような一般文芸を手がける事に着手、本レーベル文庫の創設となった。前述したライトノベル経験世代にも、そうでない一般文芸読者にも受け入れられる様々なジャンルの作品を取り揃えるように既刊数を積み重ねている。この戦略の一環として同社が主催する小説投稿コンテスト・電撃小説大賞では、第16回より同賞の一部門として「メディアワークス文庫賞」を新設している。
一般的な文庫とは違い、表紙がコミックタッチのイラストを用いたものが多く、本文の文字サイズは電撃文庫に比べると大きくなっている。また、カラーの口絵が1枚挿入されている。(例外として有川浩『シアター!』、綾崎隼『INNOCENT DESPERADO』、木崎ちあき『博多豚骨ラーメンズ』は2枚入っている)

## マスコットキャラ
創刊より「メディワくん」が折込のチラシで一年ごとに色々なイラストレーターに描かれた。頭と体が黄色くて、目は繋がっておりアイラインは水色のキャラクター。
2019年に10周年を迎え、「メディニャくん」と交代となった。Ｍの形の耳とＷの形の尻尾を持った猫っぽい姿をしている。

## 創刊ラインナップ
2009年（平成21年）12月25日、電撃文庫や電撃の単行本で活躍していた作家6人の作品と、新設された電撃小説大賞「メディアワークス文庫賞」受賞作2作品の計8作品で創刊された。
- 有川浩 - シアター!
- 入間人間 - 探偵・花咲太郎は閃かない
- 壁井ユカコ - カスタム・チャイルド ～罪と罰～
- 杉井光 - すべての愛がゆるされる島
- 古橋秀之 - 龍盤七朝 ケルベロス
- 渡瀬草一郎 - 陰陽ノ京 月風譚 黒方の鬼
- 有間カオル - 太陽のあくび - 第16回電撃小説大賞 メディアワークス文庫賞受賞作
- 野﨑まど - 〔映〕アムリタ - 第16回電撃小説大賞 メディアワークス文庫賞受賞作

## メディアワークス文庫賞
電撃小説大賞の一部門として2009年（第16回）にメディアワークス文庫賞が新設された。応募する部門が分かれているわけではなく、その他の賞とともにすべての応募作の中から選出される。電撃小説大賞は短編小説も募集しているため、短編小説がメディアワークス文庫賞を受賞する場合もある。
- 2009年（第16回）
  - 野﨑まど『[映] アムリタ』KADOKAWA〈メディアワークス文庫〉、2009年12月。ISBN 9784048682695。
  - 有間カオル『太陽のあくび』KADOKAWA〈メディアワークス文庫〉、2009年12月。ISBN 9784048682701。[注 1]
- 2010年（第17回）
  - 浅葉なつ『空をサカナが泳ぐ頃』KADOKAWA〈メディアワークス文庫〉、2011年2月。ISBN 9784048702836。[注 2]
  - 朽葉屋周太郎『おちゃらけ王』KADOKAWA〈メディアワークス文庫〉、2011年2月。ISBN 9784048702829。[注 3]
  - 仲町六絵『霧こそ闇の』KADOKAWA〈メディアワークス文庫〉、2011年5月。ISBN 9784048704953。[注 4]
- 2011年（第18回）
  - エドワード・スミス『侵略教師星人ユーマ』KADOKAWA〈メディアワークス文庫〉、2012年2月。ISBN 9784048865418。
  - 成田名璃子『月だけが、私のしていることを見おろしていた。』KADOKAWA〈メディアワークス文庫〉、2012年2月。ISBN 9784048864749。[注 5]
- 2012年（第19回）
  - 行田尚希『路地裏のあやかしたち 綾櫛横丁加納表具店』KADOKAWA〈メディアワークス文庫〉、2013年2月。ISBN 9784048913775。[注 6]
- 2013年（第20回）
  - 十三湊『C.S.T. 情報通信保安庁警備部』KADOKAWA〈メディアワークス文庫〉、2014年2月。ISBN 9784048663298。[注 7]
- 2014年（第21回）
  - 北川恵海『ちょっと今から仕事やめてくる』KADOKAWA〈メディアワークス文庫〉、2015年2月。ISBN 9784048692717。
- 2015年（第22回）
  - 星奏なつめ『チョコレート・コンフュージョン』KADOKAWA〈メディアワークス文庫〉、2016年2月。ISBN 9784048657563。
- 2016年（第23回）
  - 斜線堂有紀『キネマ探偵カレイドミステリー』KADOKAWA〈メディアワークス文庫〉、2017年2月。ISBN 9784048927048。
- 2017年（第24回）
  - 江中みのり『吉原百菓ひとくちの夢』KADOKAWA〈メディアワークス文庫〉、2018年2月。ISBN 9784048936248。[注 8]
- 2018年（第25回）
  - 村谷由香里『ふしぎ荘で夕食を 〜幽霊、ときどき、カレーライス〜』KADOKAWA〈メディアワークス文庫〉、2019年4月。ISBN 9784049124835。[注 9]
  - 吹井賢『破滅の刑死者』KADOKAWA〈メディアワークス文庫〉、2019年5月。ISBN 9784049125375。[注 10]
- 2019年（第26回）
  - 一条岬『今夜、世界からこの恋が消えても』KADOKAWA〈メディアワークス文庫〉、2020年2月。ISBN 9784049130195。[注 11]
- 2020年（第27回）
  - 遠野海人『君と、眠らないまま夢をみる』KADOKAWA〈メディアワークス文庫〉、2021年4月。ISBN 9784049137514。[注 12]
  - 国仲シンジ『僕といた夏を、君が忘れないように。』KADOKAWA〈メディアワークス文庫〉、2021年3月。ISBN 9784049136838。[注 13]
- 2021年（第28回）
  - 人間六度『きみは雪を見ることができない』KADOKAWA〈メディアワークス文庫〉、2022年2月。ISBN 9784049142341。[注 14]
- 2022年（第29回）
  - 塩瀬まき『さよなら、誰にも愛されなかった者たちへ』KADOKAWA〈メディアワークス文庫〉、2023年2月。ISBN 9784049148626。[注 15]
- 2023年（第30回）
  - 羽洞はる彦『残月ノ覚書 ―秦國博宝局心獣怪奇譚―』。